# Конрад I фон Райтенбух
Конрад I фон Райтенбух също Куно фон Регенсбург (на немски: Konrad I Raitenbuch, Kuno von Regensburg; * ок. 1070; † 19 май 1132, Регенсбург) е абат на манастир Зигбург и 20. епископ на Регенсбург от 1126 до 1132 г. Той е почитан като блажен.

## Произход и духовна кариера
Той е от знатната фамилия Райтенбух от Регенсбург.
На 15 години Конрад I напуска дома си и влиза в манастир Браувайлер. През 1105 г. Кьолнският архиепископ Фридрих I фон Шварценбург го номинира на абат на манастир Зигбург. С архиепископа той е приятел. В манастира по неговото време се събират прочути учени и числото на монасите се удвоява на 120 души. През 1126 г. той е номиниран за епископ на Регенсбург. И там се събират значими духовници.
След него епископ на Регенсбург е племенникът му Конрад II фон Райтенбух († 1185).